# Канатна дорога Дрогобич — Борислав — Трускавець — Східниця
Канатна дорога Дрогобич — Борислав — Трускавець — Східниця (також Повітряний трамвай) —  проєкт канатної дороги на території Дрогобицької, Бориславської, Трускавецької та Східницької громад Дрогобицького району, який буде споруджено за кошти італійської компанії «Реновуа».

## Проект
Точного проекту канатної дороги поки ще не опубліковано.

## Історія

### Передумови
Протягом історії було кілька проєктів канатних доріг на території Дрогобицького району. Одним із таких проєктів на початку XX століття була канатна дорога Трускавець — Цюхів Діл, яку не вдалося реалізувати через початок Першої світової війни. Єдиною реалізованою канатною дорогою в регіоні є канатна дорога Борислав — Буковиця, що розташована на гірськолижному комплексі «Буковиця».
Назва проєкту «Повітряний трамвай» відсилає до нереалізованого на початку XX століття проєкту електричного трамвая в Дрогобичі.

### Реалізація
7 серпня 2025 року в приміщенні Дрогобицької міської центральної бібліотеки імені В’ячеслава Чорновола було підписано Меморандум про подальшу співпрацю та реалізацію проєкту зі спорудження канатної дороги — так званого повітряного трамвая — у межах Дрогобицького регіону за підтримки партнерів з Італії. Свої підписи під меморандумом поставили: Стефано Ніколуссі Россі — голова ради директорів компанії «Реновуа», Олександр Редька — ініціатор проєкту, Тарас Кучма — міський голова Дрогобича, Ігор Яворський — міський голова Борислава, Іван Піляк — селищний голова Східниці, а також Володимир Ханас — керівник управління культури та розвитку туризму Дрогобицької міської ради. Представники Трускавця та Трускавецької громади не прибули на підписання меморандуму.
Наразі відомо, що будівництво відбуватиметься поетапно за кошти компанії «Реновуа».